# Liste Hausverstand
Die Liste Hausverstand (HAUS) ist eine politische Partei im österreichischen Bundesland Burgenland. Sie wurde vom parteifreien Landtagsabgeordneten sowie Ex-FPÖ-Klubobmann Géza Molnár gegründet. Im Juni 2024 wurde zunächst die Initiative Molnár präsentiert mit der Ankündigung, bei der Landtagswahl im Burgenland 2025 anzutreten. Im Oktober 2024 wurden dann die ersten Mitstreiter, wie etwa der burgenländische Arbeiterkammerrat Alexander Reinprecht, sowie der Parteiname Liste Hausverstand vorgestellt. Mit Molnár war die neue Gruppierung im burgenländischen Landtag vertreten, seine Unterschrift reichte daher für einen landesweiten Antritt.
Bei der burgenländischen Landtagswahl 2025 erreicht die Liste schließlich 0,83 Prozent (1.622 Stimmen), womit die Vier-Prozent-Hürde klar verfehlt wurde.

## Hintergrund und Programm
Der Listengründung war ein interner Fraktionskampf in der zerstrittenen FPÖ Burgenland vorangegangen. Noch im November 2020 wollte Molnár eigentlich FPÖ-Landeschef werden, er unterlag aber Alexander Petschnig in einer Kampfabstimmung knapp, 2021 folgte dann der Ausschluss aus der Landespartei. Auch der Listenzweite Manfred Haidinger flog nach einer internen FPÖ-Kampfabstimmung im März 2020 um den Landesparteivorsitz, gegen den damals amtierenden FPÖ-Bundesparteichef Norbert Hofer, bei den Blauen raus. Die Liste positionierte sich inhaltlich laut Eigenangaben für "leistbaren und versorgten Alltag, abgesicherte und gedeihliche Zukunft sowie freie und mündige Bürger". Massive Kritik gab es an den politischen Maßnahmen während der COVID-19-Pandemie in Österreich. Molnár fordert in Interviews unter anderem einen Stopp der Energiewende und sprach sich dabei gegen einen Ausbau von Windkraft und Solarstrom aus.

## Kandidatenliste
Abgesehen vom Spitzenkandidaten und früheren FPÖ-Klubobmann Molnár folgte auf auf den weiteren Listenplätzen der ehemalige FPÖ-Landtagsabgeordnete Manfred Haidinger und der LBL-Politiker Manfred Kölly, der Ex-Bürgermeister von Deutschkreutz war in seiner Vergangenheit ebenso bereits bei den Freiheitlichen. Auf den weiteren Plätzen folgen der Bernsteiner Ex-Freiheitliche Herbert Adelmann, der bisher führend bei der Landesgruppe vom Team HC Strache – Allianz für Österreich aktiv war und mit der Liste Klartext bei den Gemeinderatswahlen im Burgenland 2022 antrat sowie der ehemalige MFG-Landessprecher Gerald Aufmuth. Weitere Kandidaten mit MFG-Vergangenheit waren Herbert Unger aus Eisenstadt und Gemeinderat Wilhelm Rotschopf aus Bad Sauerbrunn. Auf der Liste waren zudem der Ex-FPÖ-Arbeitnehmerchef und Arbeiterkammerrat Alexander Reinprecht sowie Hans Ackerbauer, Ex-FPÖ-Ortsparteiobmann und Gemeinderat in Wimpassing an der Leitha.